# Belmonte de Campos
Belmonte de Campos es un municipio y localidad española de la provincia de Palencia (Castilla y León).

## Historia
A la caída del Antiguo Régimen la localidad se constituye en municipio constitucional en el partido de Frechilla , conocido entonces como Belmonte y que en el censo de 1842 contaba con 22 hogares y 114 vecinos.

## Geografía humana

### Demografía
Cuenta con una población de 30 habitantes (INE 2024).
| Gráfica de evolución demográfica de Belmonte de Campos entre 1842 y 2021                                                                                      |
| |
| Población de derecho según los censos de población del INE Población de hecho según los censos de población del INEEn este censo se denominaba Belmonte: 1842 |

| 1900 | 1910 | 1920 | 1930 | 1940 | 1950 | 1960 | 1970 | 1981 | 1991 | 2011 | 2012 | 2014 | 2018 |
| 206  | 223  | 188  | 200  | 182  | 178  | 117  | 102  | 73   | 63   | 35   | 32   | 29   | 33   |

## Patrimonio

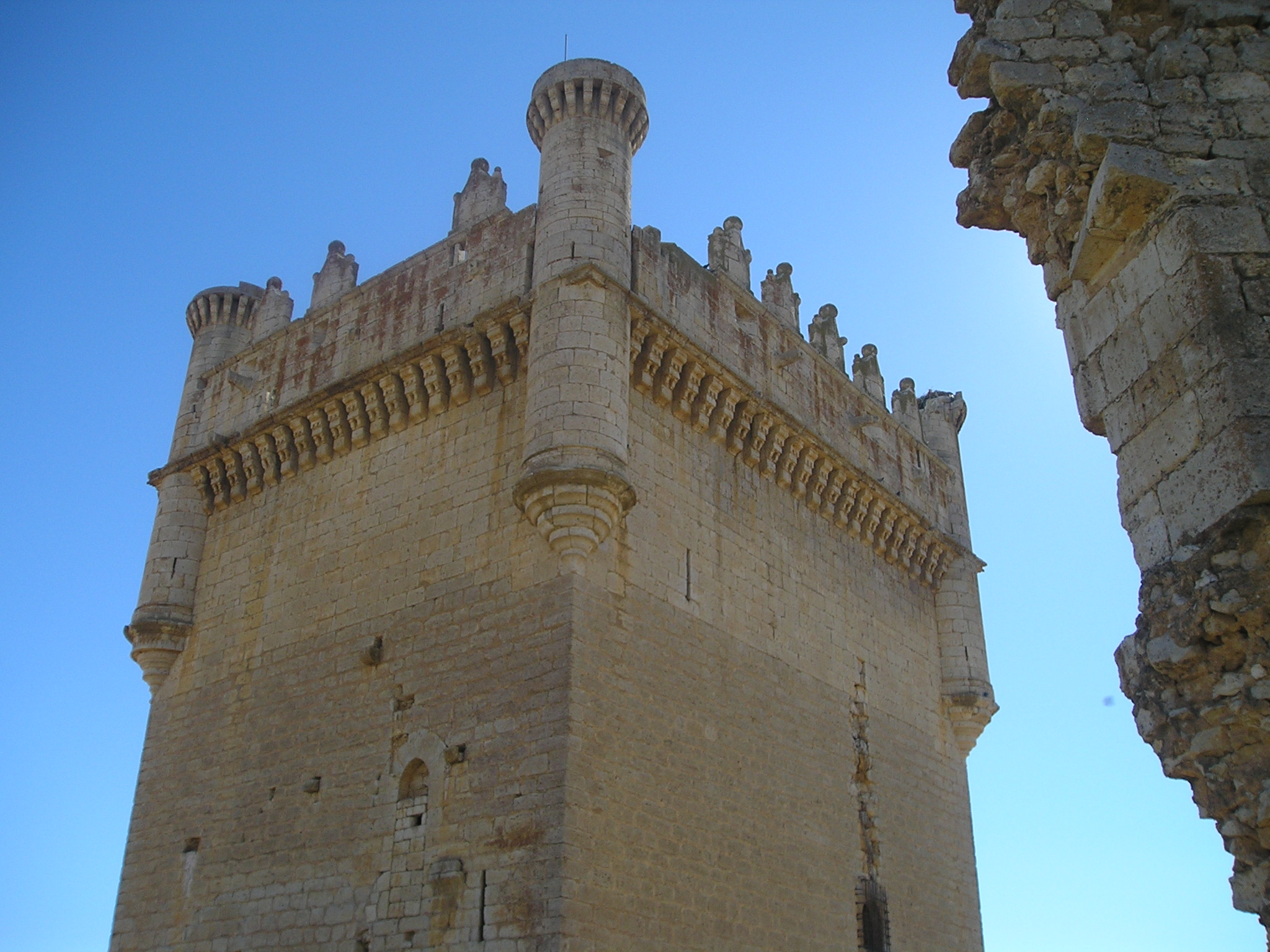
Detalle de la parte superior de la Torre del Homenaje del Castillo de Belmonte de Campos.

- Castillo de Belmonte de Campos: Castillo del siglo XV-XVI que perteneció a la familia Sarmiento, la cual posteriormente vende villa y castillo a Inés de Guzmán, señora de Villalba de los Alcores y Fuensaldaña. Destaca su magnífica torre del Homenaje y restos de un recinto irregular que encierra una plataforma a la que se accede por una puerta custodiada por un torreón circular. Declarado como Monumento histórico-artístico desde el 3 de junio de 1931, se encontró incluido en la Lista Roja de Patrimonio de la asociación Hispania Nostra para la defensa del patrimonio del 29 de enero de 2008 hasta el 6 de julio de 2021 que pasó a la Lista Verde: [4] .